# Supercopa de España 2001
Supercopa de España 2001 byl 16. ročník tradičního fotbalového duelu o španělský Superpohár. Zápas se odehrál mezi vítězem španělské ligy za sezonu 2000/01, kterým se stal Real Madrid a vítězem španělského poháru, kterým se za tentýž rok stal Real Zaragoza. Souboj byl rozdělen na dva zápasy, přičemž na hřišti obou zástupců se odehrál jeden. První zápas se odehrál 19. srpna 2001 na Stadionu La Romareda v Zaragoze. Odveta byla na programu 22. srpna 2001 na Estadio Santiago Bernabéu v Madridu.

## Zápasy

### Úvodní utkání
| 19. srpna 2001 21:45 SELČ |        |               |                                                                          |
| Real Zaragoza             | 1 : 1  | Real Madrid   | La Romareda, Zaragoza diváci: 26.800 rozhodčí: Antonio Jesús López Nieto |
| Yordi 79'                 | Report | 54' Conceição | La Romareda, Zaragoza diváci: 26.800 rozhodčí: Antonio Jesús López Nieto |

### Odveta
| 22. srpna 2001 21:45 SELČ |        |               |                                                                                       |
| Real Madrid               | 3 : 0  | Real Zaragoza | Estadio Santiago Bernabéu, Madrid diváci: 70.000 rozhodčí: Eduardo Iturralde González |
| Raúl 74, 81, 89'          | Report |               | Estadio Santiago Bernabéu, Madrid diváci: 70.000 rozhodčí: Eduardo Iturralde González |

## Vítěz
| Supercopa de España 2001 Real Madrid (6. vítězství) |